# Kimborciszki
Kimborciszki (lit. Kimbartiškė) – wieś na Litwie, w okręgu uciańskim, w rejonie jezioroskim, w gminie Turmont.

## Historia
W XIX wieku w granicach Rosji, w ujeździe nowoaleksandrowskim.
W dwudziestoleciu międzywojennym folwark a następnie majątek leżał w Polsce, w województwie nowogródzkim (od 1926 w województwie wileńskim), w powiecie brasławskim, w gminie Smołwy.
Według Powszechnego Spisu Ludności z 1921 roku zamieszkiwały tu 22 osoby, 21 było wyznania rzymskokatolickiego, a 1 prawosławnego. Jednocześnie 18 mieszkańców zadeklarowało polską przynależność narodową, a 4 inną. Były tu 3 budynki mieszkalne. W 1931 w 6 domach zamieszkiwały 53 osoby.
Wierni należeli do parafii rzymskokatolickiej w Tylży. Miejscowość podlegała pod Sąd Grodzki w m. Turmont i Okręgowy w Wilnie; właściwy urząd pocztowy mieścił się w m. Turmont.
Umiejscowiona była tu strażnica KOP „Kimborciszki”. W 1932 roku obsada strażnicy zakwaterowana była w budynku popolicyjnym.